# Kaionobi
Kaionobi ist ein Motu des Butaritari-Atolls der pazifischen Inselrepublik Kiribati.

## Geographie
Kaionobi ist eine winzige Riffinsel und eine der östlichsten Inseln im Butaritari-Atoll. Sie gehört zu einer kleinen Gruppe mit Ubantakoto, Natata, Namoka und weiteren winzigen Sandbänken, die die Nordostecke des Atolls bilden. In etwa 7 Kilometer Entfernung liegt im Norden die Insel Onne der Makin-Inselgruppe. Nach Süden schließt sich Kuma an.